# Вурманкас-Туруново
Вурманка́с-Туруно́во (рос. Вурманкас-Туруново, чув. Вăрманкас Тăрăн) — присілок у складі Чебоксарського району Чувашії, Росія. Входить до складу Чиршкасинського сільського поселення.
Населення — 266 осіб (2010; 265 у 2002).
Національний склад:
- чуваші — 99 %